# Стадион Фетерстон филд
Стадион Фетерстон филд (енгл. Featherstone Field), раније познат као Мердок стадион, је стадион у кампусу Ел Камино колеџа у Торансу у Калифорнији, САД.
Стадион је изграђен 1958. године. Стадион има око 12.127 места на седиштима за трибину са дрвеним подлогама. Две године (1975–1976) био је дом Лос Анђелес Астека члана Северноамеричке фудбалске лиге, Лејзерса из Јужне Калифорније из Америчке фудбалске лиге у једној сезони 1978, као и неколико мечева мушке фудбалске репрезентације Сједињених Држава квалификационих утакмица и  (1985 и 1989. године за Светско првенство у фудбалу. Данас је домаћин америчког фудбалског тима Ел Камино колеџа. Стадион је првобитно добио име по оснивачу колеџа, Форесту Г. Мардоку.
Стадион је такође коришћен као главни стадион у римејку филма из 1974. године „Најдуже двориште” из 2005. У филму из 2005. глумили су Адам Сандлер, Крис Рок, Џејмс Кромвел и Берт Рејнолдс, који је заправо играо главну улогу у оригиналном филму.
Оригинални стадион је срушен, а нови стадион је отворен у септембру 2016. године. Године 2019, Ел Камино колеџ је најавио да ће преименовати терен унутар стадиона Мердок по дугогодишњем фудбалском тренеру Џону Фетерстону бившем тренеру у Ел Камину. Стадион је такође годишњи домаћин утакмица средњешколског фудбалског првенства Калифорнијске међушколске федерације (КИФ) градске секције Лос Анђелеса.

## Међународне утакмице
| Датум         | Такмичење                        | Екипа            | Рез   | Екипа             |
| ------------- | -------------------------------- | ---------------- | ----- | ----------------- |
| 19 May 1985   | Квалификације за СП 1986.        | Сједињене Државе | 1 : 0 | Тринидад и Тобаго |
| 31 May 1985   | Квалификације за СП 1986.        | Сједињене Државе | 0 : 1 | Костарика         |
| 13 May 1989   | Квалификације за СП 1990.        | Сједињене Државе | 1 : 1 | Тринидад и Тобаго |
| 16 March 1991 | Северноамерички куп нација 1991. | Сједињене Државе | 2 : 0 | Канада            |